# Gare d'Erba
La gare de Erba (en italien, Stazione di Erba) est une gare ferroviaire italienne de la ligne de Milan à Asso, située sur le territoire de la commune d'Erba, dans la province de Côme en région de Lombardie.
La première gare est mise en service en 1879 était située près de l'actuelle via XXV Aprile. La gare actuelle date de 1922. C'est une gare de LeNord desservie par des trains régionaux R.

## Situation ferroviaire
Établie à environ 286 mètres d'altitude, la gare d'Erba est située au point kilométrique (PK) 43 de la ligne de Milan à Asso, entre les gares ouvertes de Merone et de Pontelambro - Castelmarte.
Située sur une section à voie unique de la ligne elle dispose de trois voies à quais et d'un faisceau de voies de service.

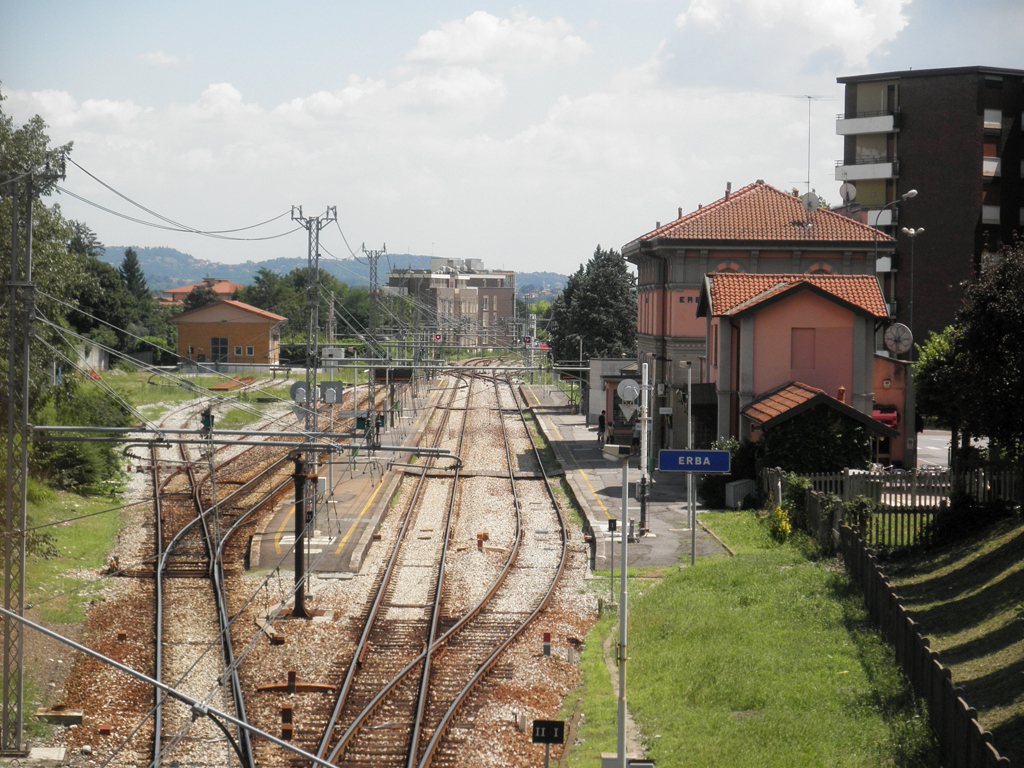
l'intérieur de la gare, voies et quais (2011).

## Histoire
La première gare d'Erba est mise en service le 31 décembre 1879, lors de l'ouverture de la section d'Inverigo à Erba et l'inauguration officielle de la ligne de Milan à Erba (Détruite depuis, elle était située près de l'actuelle via XXV Aprile).
La gare est déplacée et reconstruite pour le prolongement de la ligne jusqu'à Asso. La nouvelle gare d'Erba est mise en service  le 16 juin 1922, lors de l'ouverture à l'exploitation de la section d'Erba à Canzo-Asso.

## Service des voyageurs

### Accueil
Gare voyageurs LeNord, elle dispose d'un bâtiment voyageurs, avec guichet et automate pour l'achat de titres de transport. 

### Desserte
Erba est desservie par des trains régionaux de la relation Milan-Cadorna - Canzo-Asso

### Intermodalité
Un parking pour les véhicules est aménagé à proximité.

## Patrimoine ferroviaire
L'imposant bâtiment principal, de style Art nouveau, est utilisé pour le service des voyageurs.